# HD 217107
HD 217107 är en gul underjätte i stjärnbilden Fiskarna. Den ligger på omkring 65 ljusårs avstånd ifrån solen. 
Stjärnan har visuell magnitud +6,16 och är svagt synlig för blotta ögat vid god seeing.

## Exoplaneter
Närvaron av en exoplanet vid stjärnan upptäcktes 1998. Den har en massa något större än Jupiters och fick beteckningen HD 217107 b.
Den excentriska banan tydde på att det fanns ytterligare en planet i solsystemet, som hade sin omloppsbana på ett avstånd av åtskilliga AE.   Detta bekräftades 2005 då planeten HD 217107 c fick preliminära banelement, med en omloppstid av drygt åtta år och en massa som är mer än dubbelt i förhållande till Jupiter. Den befinner sig på ett avstånd av ungefär 4,3 AE.
| Planet | Massa             | Halv storaxel (AE) | Siderisk omloppstid (d) | Excentricitet   | Inklination | Radie |
| ------ | ----------------- | ------------------ | ----------------------- | --------------- | ----------- | ----- |
| b      | 1,4135±0,00423 MJ | 0,07505±0,00097    | 7,126846±0,000013       | 0,1283±0,0027   | –           | –     |
| c      | 4,513±0,072 MJ    | 6,074±0,080        | 5189±21                 | 0,3848±0,0086 – | –           |       |